# John Porter (hockey sur glace)
Pour les articles homonymes, voir John Porter et Porter.
John Chester « Red Jack » Porter (né le 21 janvier 1904 à Beckwith, mort le 6 août 1997 à Toronto) est un joueur canadien de hockey sur glace.

## Carrière
John Porter commence sa carrière de joueur de hockey sur glace à 17 ans avec une équipe de la ligue junior de l'Ontario Hockey Association. De 1926 à 1928, il joue pour les Varsity Grads de Toronto, avec qui il remporte en 1927 la Coupe Allan, décernée chaque année à la meilleure équipe amateur.
En tant que membre des Varsity Blues de Toronto, John Porter fait partie de l'équipe nationale du Canada pour les Jeux olympiques de 1928 à Saint-Moritz. Il est aussi le capitaine de l'équipe et le porte-drapeau des athlètes canadiens lors de la cérémonie d'ouverture. Porter dispute les trois matchs et marque trois buts. Le Canada remporte la médaille d'or.
Après le tournoi, il est de 1928 à 1931 entraîneur-chef de l'équipe senior de l'Université de Toronto qui remporte le championnat interuniversitaire en 1928 et 1929 et de l'Association de hockey de l'Ontario en 1929.
En 2004, il est élu au Temple de la renommée de l'Université.
Il est champion de golf universitaire en 1924 et 1925 et également joueur de rugby.